# Johann Friedrich Böhmer
Johann Friedrich Böhmer (Frankfurt am Main, 1795. április 22. – Frankfurt am Main, 1863. október 22.) német történész és levéltáros.

## Élete
Heidelbergben és Göttingenben folytatott jogi tanulmányait csakhamar történelmi tanulmányokkal cserélte fel, s hosszasabb olaszországi tartózkodás után Németországba visszatérve, Frankfurtban könyvtárigazgató lett. Olaszországban ébredt fel rajongó szeretete a romanticizmus és a középkor iránt és egész életét a középkori német történelem forrásainak összegyűjtésére szentelvén, átkutatta Olaszország, Németország, Franciaország és Németalföld könyvtárait és levéltárait. Politikai tekintetben gyűlölte a protestáns Poroszországot, melyben a német államok tehetetlenségének főokozóját látta.

## Művei
- Urkunden der römischen Könige und Kaiser von Konrad I. bis Heinrich VII.;
- 911-1313 in kurzen Auszügen (Frankfurt, 1831),
- Die Reichsgesetze von 900-1400 (uo. 1832);
- Urkunden sämmtlicher Karolinger (uo. 1833);
- Urkunden der Reichsstadt Frankfurt (uo. 1836);
- Urkunden Ludwigs des Bayern,
- König Friedrichs des Schönen und König Johanns von Böhmen (u. o: 1839; 3 pótfüzettel uo. 1841, Lipcse 1846 és Innsbruck, 1865);
- Regesten des Kaiserreichs 1246-1313 (Stuttgart, 1844; két pótfüzettel uo. 1849 és 1857);
- Die Regesten des Kaiserreichs von 1198-1254 (Stuttgart, 1847-1849, 2 kötet; újra kiadta Fischer, Innsbruck, 1879);
- Wittelsbachische Regesten (Stuttgart, 1854).

### Hátrahagyott irataiból megjelentek
- Acta imperia selecta (Innsbruck 1866-68, kiadta Fischer);
- Die Regesten des Kaiserreichs unter Karl IV. (kiadta Huber, uo. 1874-76);
- Die Regesten der Erzbischöfe von Mainz (kiadta Will uo. 1878);
- Die Regesten des Kaiserreichs unter den Karolingern (újra átdolgozta Mühlbacher, uo. 1880).

Kisebb iratait és leveleit, életrajzával együtt kiadta Janssen (Freiburg i. Br. 1868, 3 kötet). V. ö: Ranke cikkét a Sybel-féle Histor. Zeitschrift-ban, és Döllinger, Akadem. Vorträge (II. köt.).